# Lola Ridge

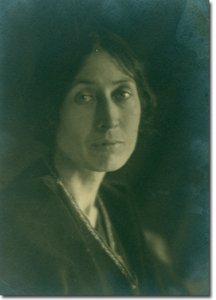
Lola Ridge

Lola Ridge, geboren als Rose Emily Ridge (* 12. Dezember 1873 in Dublin; † 19. Mai 1941 in Brooklyn) war eine irisch-US-amerikanische anarchistische und modernistische Dichterin und eine einflussreiche Herausgeberin von avantgardistischen, feministischen und marxistischen Publikationen. Sie ist am besten für ihre langen Gedichte und poetischen Sequenzen in Erinnerung geblieben, die in zahlreichen Zeitschriften veröffentlicht und in fünf Gedichtbänden gesammelt wurden.
Zusammen mit anderen politischen Dichtern des angloamerikanischen Modernismus hat Ridge seit Beginn des 21. Jahrhunderts erneut kritische Aufmerksamkeit erhalten und wurde von zeitgenössischen Dichtern für ihre Fähigkeit gelobt, Gedichte über urbane Räume zu schreiben. Eine neue Auswahl ihrer Gedichte wurde 2007 veröffentlicht und eine Biographie, Anything That Burns You: A Portrait of Lola Ridge, Radical Poet von Terese Svoboda, wurde 2016 veröffentlicht.

## Leben
Rose Emily Ridge wurde als Tochter von Joseph Henry und Emma (Reilly) Ridge geboren und war ihr einziges überlebendes Kind. Ridges Vater starb, als sie drei Jahre alt war und sie und ihre Mutter wanderten daraufhin nach Hokitika, Neuseeland, aus, wo Emma später einen schottischen Bergarbeiter heiratete. 1895 heiratete Ridge Peter Webster, den Manager einer Goldmine in Hokitika. 1903 verließ sie ihren Mann und zog mit ihrem dreijährigen Sohn Keith nach Sydney, Australien, um das Trinity College zu besuchen und an der Julian Ashton Art School Malerei zu studieren. Nach dem Tod ihrer Mutter emigrierte Ridge in die Vereinigten Staaten und ließ sich 1907 zunächst in San Francisco nieder. Dort nannte sie sich Lola Ridge, Dichterin und Malerin. Ihr erstes Gedicht wurde 1908 in den USA in der Zeitschrift Overland Monthly veröffentlicht.
Bevor sie 1908 nach Greenwich Village in New York City zog, brachte sie Keith in einem Waisenhaus in San Francisco unter. Sie arbeitete als Modell für Künstler, in einer Fabrik und als Dichterin und Illustratorin, engagierte sich in der Politik und bei Protesten der Arbeiterklasse und arbeitete mit Emma Goldman und Margaret Sanger zusammen. Peter Quartermain beschrieb sie im Dictionary of Literary Biography als „the nearest prototype in her time of the proletarian poet of class conflict, voicing social protest or revolutionary idealism.“
Lola Ridges erster Gedichtband wurde 1918 veröffentlicht und sie veröffentlichte bis 1937. Am 22. Oktober 1919 heiratete sie David Lawson, einen radikalen Gesinnungsgenossen. Lola Ridge starb 1941 an Lungentuberkulose.

## Literarische Werke
Ridge schickte bereits 1905 eine Sammlung ihrer Gedichte mit dem Titel Verses, die von ihrer Kindheit in Hokitika inspiriert waren, an Alfred Stephens vom Sydney Bulletin, aber er entschied sich, die Gedichte nicht zu veröffentlichen. 1918 erlangte Ridge beträchtliche Aufmerksamkeit mit einem langen Gedicht, The Ghetto, das zuerst in The New Republic veröffentlicht wurde. Es wurde in ihr erstes Buch, The Ghetto and Other Poems, aufgenommen, das im selben Jahr erschien. Das Titelgedicht porträtiert die jüdische Einwanderergemeinde der Hester Street in der Lower East Side von New York, in der Ridge eine Zeit lang lebte. Es erforscht die Auswirkungen des Kapitalismus auf die Gesellschaft unter den Gesichtspunkten von Ethnizität, Klasse und Geschlecht. Darüber hinaus lieferte Ridge eine einfühlsame Darstellung von Amerikas städtischen Massen und Immigrantengemeinschaften. Das Buch war bei den Kritikern ein Erfolg.
Diese Anerkennung führte zu weiterem Möglichkeiten für Ridge; sie engagierte sich und redigierte neue Avantgarde-Magazine wie Others im Jahr 1919 und Broom, das 1921 von Harold Loeb gegründet wurde, für das sie von 1922 bis 1923 die amerikanische Redakteurin war, während er in Rom publizierte. Während sie mit Loeb arbeitete, hatte sie eine Wohnung neben dem Kellerbüro von Broom im Stadthaus seiner mit ihm zerstrittenen Frau Marjorie Content. Als Teil ihrer Arbeit bei Others hielt Ridge 1919 eine Vortragsreise zum Thema „Women and the Creative Will“, in der sie argumentierte, dass traditionelle Geschlechterrollen eine Form der patriarchalischen Kontrolle seien, die zur Unterdrückung weiblicher Kreativität eingesetzt werde.
Ridge veröffentlichte von 1908 bis 1937 61 Gedichte in Zeitschriften wie Poetry, The New Republic, The Saturday Review of Literature und Mother Earth. Sie war Redakteurin bei The New Masses.
Sie schrieb und veröffentlichte vier weitere Gedichtbände bis 1935: Sun-up, and Other Poems (1920), Red Flag (1927), Firehead (1930) und Dance of Fire (1935). Ihre Werke wurden auch in Anthologien gesammelt. Ihr drittes Buch Red Flag sammelte einen Großteil ihrer politischen Lyrik.
1929 wurde Ridge für einen Aufenthalt in der Künstlerkolonie Yaddo akzeptiert. In diesem Jahr veröffentlichte sie Firehead, ein langes Gedicht, das eine radikale Nacherzählung der Kreuzigung Jesu war. Dieses Werk und ihr letztes Buch, das 1935 erschien, waren im Vergleich zu ihren früheren Arbeiten philosophischer.
1935 wurde sie mit einem Guggenheim-Stipendium ausgezeichnet. In den Jahren 1934 und 1935 erhielt sie den Shelley Memorial Award der Poetry Society of America.

## Politische Aktivitäten
Ridge trat keiner politischen Partei bei, engagierte sich aber für radikale Anliegen. Sie protestierte gegen die Hinrichtungen von Sacco und Vanzetti im Jahr 1927 und war unter den an diesem Tag Verhafteten. In den 1930er Jahren unterstützte sie die Verteidigung von Thomas Mooney und Warren K. Billings, die für ein Bombenattentat von 1916 beim Preparedness Day in San Francisco angeklagt worden waren.
Ihre Aktionen während der Demonstration vor dem Gefängnis am Tag der Hinrichtung von Sacco und Vanzetti wurden von Katherine Anne Porter in einem Essay von 1977 so beschrieben:

„One tall, thin figure of a woman stepped out alone, a good distance into the empty square, and when the police came down at her and the horse's hoofs beat over her head, she did not move, but stood with her shoulders slightly bowed, entirely still. The charge was repeated again and again, but she was not to be driven away. A man near me said in horror, suddenly recognizing her, 'That's Lola Ridge!' and dashed into the empty space toward her. Without any words or a moment's pause, he simply seized her by the shoulders and walked her in front of him back to the edge of the crowd, where she stood as if she were half-conscious. I came near her and said, 'Oh no, don't let them hurt you! They've done enough damage already.' And she said, 'This is the beginning of the end - we have lost something we shan't find again.' I remember her bitter hot breath and her deathlike face.“

## Nachleben
hr Nachlass wird am Smith College aufbewahrt. Sam DeWitt stiftete zu ihrem Gedenken den Lola Ridge Memorial Award in Poetry.
Mit dem erneuten wissenschaftlichen Interesse an ihrem Werk seit dem späten 20. Jahrhundert wurde 2007 eine Auswahl ihrer ersten drei Gedichtbände posthum als Light in Hand: Selected Early Poems mit einer Einführung von Daniel Tobin herausgegeben. Er merkt an, dass Lola Ridge „Teil des Zusammenflusses von Politik, Kultur und dem Aufkeimen von Frauenstimmen beim Aufkommen der Moderne bis zum Beginn des Zweiten Weltkriegs ist“. Außerdem hebt Tobin die Bedeutung von Ridges Darstellung urbaner Schauplätze im Gegensatz zu anderen modernistischen Schriftstellern wie Ezra Pound oder T.S. Eliot hervor. Für Ridge wird die moderne Stadt zu einer „Gemeinschaft, die von Ritualen und gegenseitigen Bedürfnissen geprägt ist, und nicht zu einem Exposé moderner Ängste, Entfremdungen und Ausschweifungen“.
Robert Pinsky, ehemaliger Poet Laureate der Vereinigten Staaten, schrieb, dass zeitgenössische Leser „die Größe und Frische ihres Unterfangens zu schätzen wissen müssen: aus der tatsächlichen Stadt Poesie zu machen“ Er vergleicht sie mit dem britischen Dichter des 18. Jahrhunderts William Blake in ihrer Fähigkeit, die Perspektive von Kindern auszudrücken, indem sie „Unschuld und Erfahrung auf eine Weise heraufbeschwört, die die zweideutige Grenze zwischen ihnen verwischt“. Pinsky merkt auch an, dass Ridge dem Amerikaner Hart Crane, der für sein langes Gedicht The Bridge über die Brooklyn Bridge bekannt ist, darin vorausging, dass sie „die ekstatische, hohe Sprache der Vergangenheit, besonders der Elisabethaner, den schmutzigen und erhabenen Realitäten der aktuellen amerikanischen Stadt des 20. Jahrhunderts zuordnet“.

## Werkausgaben
Gedichtausgaben
- The Ghetto, and Other Poems. B.W. Huebsch, New York 1918 (archive.org).
- Sun-Up, and Other Poems. B.W. Huebsch, New York 1920 (archive.org).
- Red Flag. The Viking Press, New York 1927.
- Firehead. Payson & Clarke, New York 1929.
- Dance of Fire. Harrison Smith and Robert Haas, New York 1935.

Neuausgabe
- Daniel Tobin (Hrsg.): Light in Hand: Selected Early Poems. Quale Press, Niantic, CT 2007, ISBN 978-0-9792999-1-9 (google.de).